# Carthamus tinctorius
Carthamus tinctorius, llamada comúnmente cártamo o alazor, entre otros nombres vernáculos, es una planta herbácea del género Carthamus de la familia Asteraceae y que, aunque originalmente era cultivada por sus flores usadas como colorante, hoy en día se cultiva principalmente por sus semillas, de las cuales se extrae un aceite comestible. 

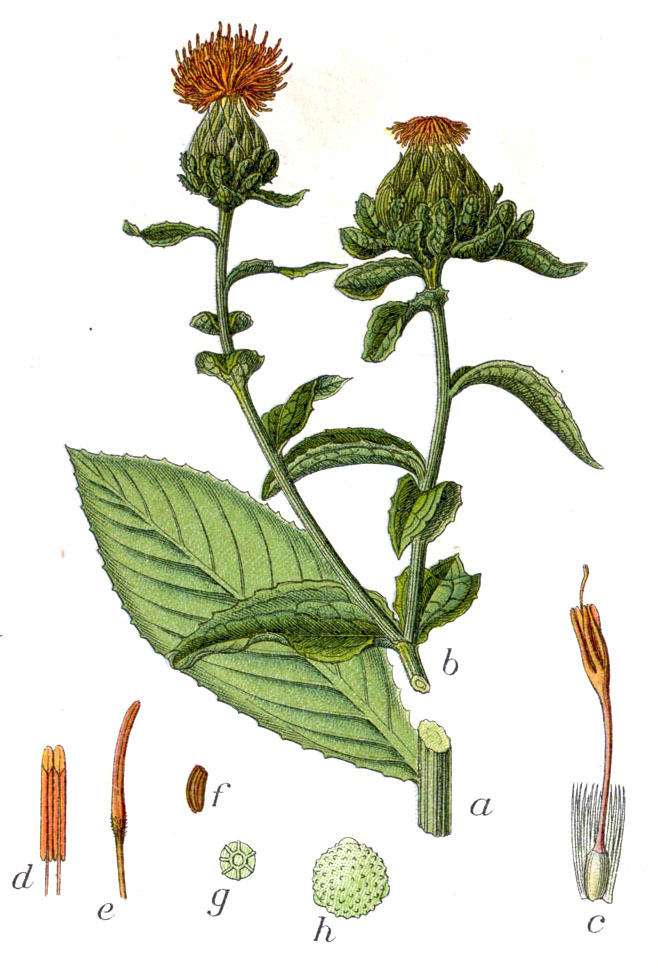
Carthamus tinctorius en Johann Georg Sturm, Deutschlands Flora, fig. 21, 1796.

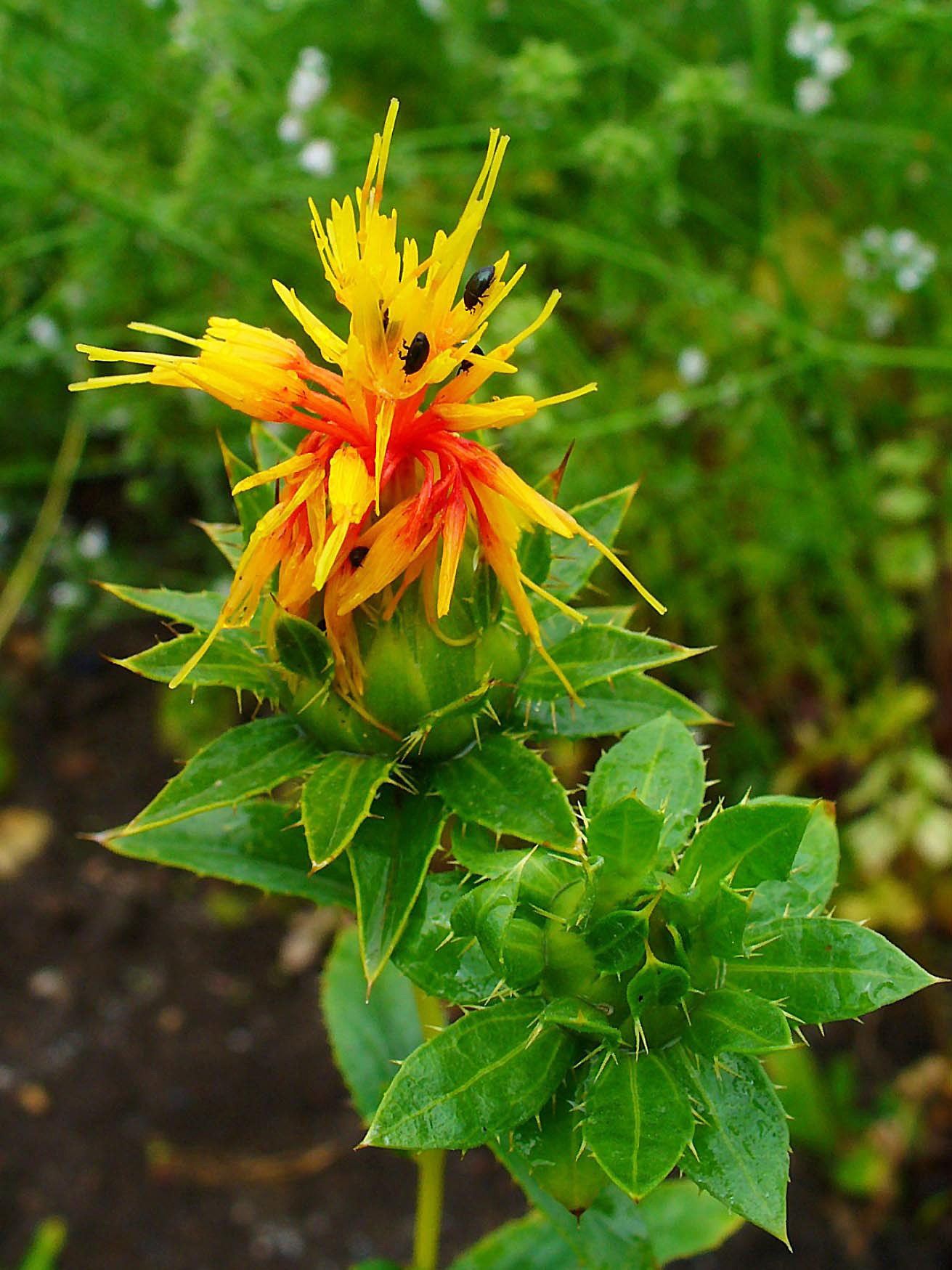
Capítulos, uno en flor y otro en pre-antesis.

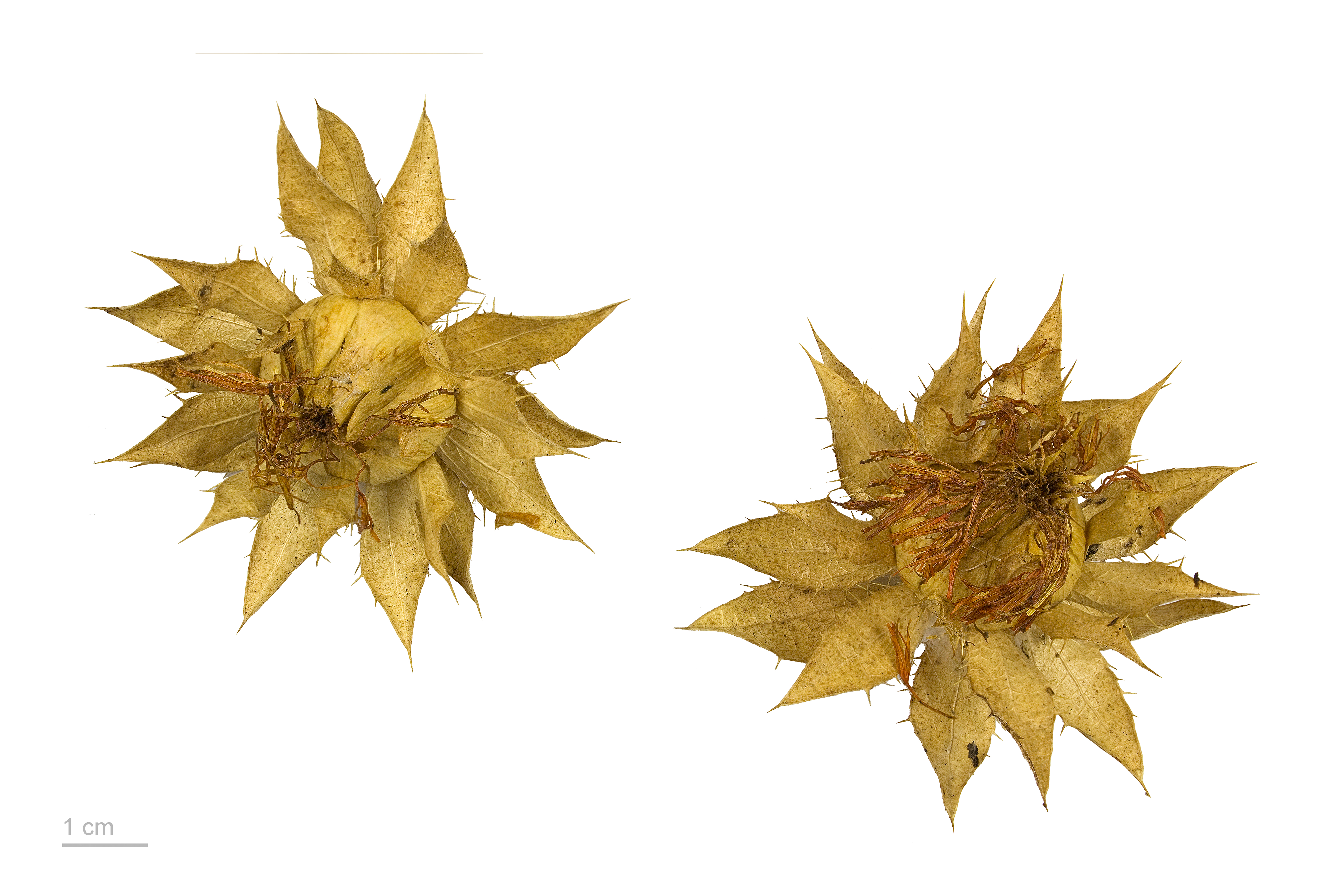
Carthamus tinctorius

## Descripción
El cártamo es una planta oleaginosa de cultivo anual que pertenece a la familia de las asteráceas. Es erecta y ramificada. Las ramificaciones producen de una a cinco cabezas florales de 2 a 4 centímetros de diámetro, cada una de las cuales tiene entre 15 y treinta semillas, que permanecen protegidas incluso cuando alcanzan la madurez, evitando problemas de desgrane y retrasando el ataque de los pájaros. La planta puede alcanzar de cuarenta a 150 centímetros de altura y produce espinas que dificultan el caminar por las parcelas. Son muy resistentes a la sequía y bastante susceptibles a las heladas. De colores brillantes amarillo, naranja o rojo, florecen en pleno verano.

## Usos

### Colorantes
Tradicionalmente, el cultivo se destinaba a la industria del colorante (amarillo y rojo), de especias, especialmente antes del abaratamiento y disponibilidad de la anilina, y en medicinas. Desde 1950, la planta se cultiva para aceite vegetal extraído de sus semillas. Los países con mayor producción de aceite de cártamo en el mundo son México, India y Estados Unidos. Siguen Etiopía, Kazajistán, China, Argentina y Australia.
Las flores de cártamo se usan ocasionalmente en la gastronomía como un sustituto barato del azafrán (Crocus sativus), al que se denomina entonces como «azafrán bastardo» (antiguamente, «azafrán romí»). También sus semillas se usan comúnmente como alternativa a las semillas de girasol (maravilla) en la alimentación de aves y mamíferos ya que a las ardillas no les gusta. El cártamo se denomina kardi en hindi (India).

### Aceites

#### Uso industrial
El aceite de cártamo se usa en pinturas en lugar de aceite de linaza, particularmente con el blanco, ya que no da el tinte amarillo que posee la linaza.

#### Usos alimentarios
Hay dos tipos de aceite de cártamo: uno con alto contenido de ácido graso monoinsaturado (ácido oleico), y el otro con un alto contenido de ácidos grasos poliinsaturados (ácido linoleico). 
En nutrición es similar al aceite de girasol. Muy usado como aceite de cocina, en ensaladas, y para producir margarinas. Se consume también como suplemento nutricional. En la Nomenclatura INCI es Carthamus tinctorius.

#### Propiedades
Se ha demostrado que, en su uso alimentario, el aceite alto en linoleico de cártamo aumenta la adiponectina, una proteína que ayuda a regular los niveles de glucosa en la sangre y el metabolismo de los ácidos grasos.
En un estudio de 16 semanas realizado por la Universidad Estatal de Ohio sobre mujeres postmenopáusicas obesas y diabéticas (tipo II), se comparó los efectos del consumo de aceite linoleico de cártamo con los de un ácido linoleico de otra procedencia. El resultado demostró una reducción media del 6,3% de grasa abdominal y un aumento medio del 20,3% de la adiponectina en las consumidoras de dicho aceite de cártamo respecto a las otras.
El aceite de cártamo, además de poseer propiedades laxante y antifúngica, está indicado para hiperlipidemias, hipercolesterolemias, ateroesclerosis, prevención de tromboembolismos, estreñimiento y parasitosis intestinales.
El arctiósido que contiene es aperitivo y eupéptico. 
En la India se utiliza, en forma de fricciones, como analgésico.
En uso tópico: dermatomicosis.
En la Medicina tradicional china, se usa para dolencias de hígado, corazón, para el dolor debido a estasis de la sangre, como el menstrual, abdominal, de costado o de pecho.

## Historia
El cártamo es uno de los cultivos más viejos de la humanidad. Los análisis químicos de tejidos del Egipto Antiguo datados en la dinastía XII identificaron los tintes de cártamo, y también se hallaron guirnaldas confeccionadas con la planta en la tumba del faraón Tutankamon.
Es un cultivo menor en 2007, con 630 000 t producidos comercialmente en más de sesenta países.

## Ecología
La especie es el principal alimento de las larvas de la polilla Eublemma rivula.

## Taxonomía
Carthamus tinctorius fue descrita por Carolus Linnaeus y publicado en Species Plantarum, vol. 2, p. 830, 1753.
Etimología
El nombre cártamo, y el derivado latinizado de Linneo Carthamus, proviene, a través del árabe «Kârtum», de una raïz semítica significando «tinte», en alusión a las cualidades de la planta.  
tinctorius: epíteto latíno que significa «tintóreo».
Sinonimia
- Calcitrapa tinctoria
- Carduus tinctorius Ehrh.
- Carduus tinctorius (L.) Falk
- Carthamus glaber Burm.f.
- Carthamus tinctorius var. albus Alef.
- Carthamus tinctorius var. croceus Alef.
- Carthamus tinctorius var. flavus Alef.
- Carthamus tinctorius var. spinosus Kitam.
- Centaurea carthamusE.H.L.Krause[7]

## Nombres comunes
- Castellano: alazor (13), azafrancillo de México, azafranillo (3), azafrán (2), azafrán bastardo (6), azafrán de cardo, azafrán de moriscos (2), azafrán romi, azafrán romin, azafrán romí (7), cardo aceitero, cárcamo, cártamo (14), cártamo cultivado, cártamo doméstico, hierba-papagayo, macuca, simiente de papagayo, simiente de papagayos. Las cifras entre paréntesis reflejan la frecuencia del uso del vocablo en España.[8]